# 2147483647
O número 2.147.483.647 (dois bilhões cento e quarenta e sete milhões quatrocentos e oitenta e três mil seiscentos e quarenta e sete) é o oitavo Primo de Mersenne, igual a 2³¹ - 1. É um dos quatro Primos duplos de Mersenne.
A primalidade desse número foi provada por Leonhard Euler, que relatou a prova em uma carta a Daniel Bernoulli escrita em 1772. Euler usou a divisão por tentativa, melhorando o método de Cataldi, de modo que foram necessárias no máximo 372 divisões. O número 2.147.483.647 permaneceu como o maior número primo conhecido até 1867.